# Triumph Dolomite
El Triumph Dolomite es un vehículo familiar pequeño producido por Triumph Motor Company filial de British Leyland en Canley, Coventry entre octubre de 1972 y agosto de 1980. La denominación Dolomite (por la cordillera alpina de los montes Dolomitas) tiene su origen en la década de 1930, cuando Triumph desarrolló una serie de prototipos con motores de ocho cilindros en línea muy influidos por el diseño del Alfa Romeo 8C 2300. El término se incorporó como una alusión a la ingeniería de inspiración italiana de aquellos coches.

## Historia: el proyecto Ajax
El Dolomite fue el último producto del proyecto Ajax de 1965, destinado a sustituir al antiguo Triumph Herald. Su primer miembro fue el Triumph 1300 y su propósito era dar a Leyland Motor Corporation, nueva propietaria de Triumph, un rival para competir con el súper ventas ADO16 de la entonces empresa rival BMC.
Para ello se encargó al prestigioso diseñador italiano Giovanni Michelotti vestir la carrocería (siguiendo la moda italiana de la época, según la cual la compañía rival BMC contó con la colaboración de Battista Farina), mientras que mecánicamente Leyland Motor Corporation se introducía por primera vez en la entonces novedosa tracción delantera mediante una configuración atípica -caja de cambios situada en el cárter motor- similar a la configuración Issigonis de BMC, pero con el motor longitudinal. 
Esta disposición mecánica -caja de cambios en el cárter motor con el conjunto dispuesto longitudinamente- es necesariamente voluminosa y marcó las proporciones del primer representante del proyecto Ajax, el 1300 con un frontal alto y el capó poco inclinado, aunque la línea de Michelotti fue suavizada en su sucesor el Triumph 1500 equipado con la misma carrocería.
La sofisticación mecánica del 1300 impedía a Triumph competir en el nicho de mercado cubierto por las versiones básicas del Herald, por lo que Leyland lanzó una versión económica del proyecto Ajax a la que se adaptaba una transmisión Hotchkiss. El nuevo modelo, denomindado Triumph Toledo se convirtió así en un sencillo propulsión trasera con el motor delantero longitudinal, caja de cambios en continuación del cigüeñal y eje rígdo trasero con la misma carrocería del 1300 pero con un morro más corto y bajo adaptado a la nueva disposición.

## El "Dolomite"

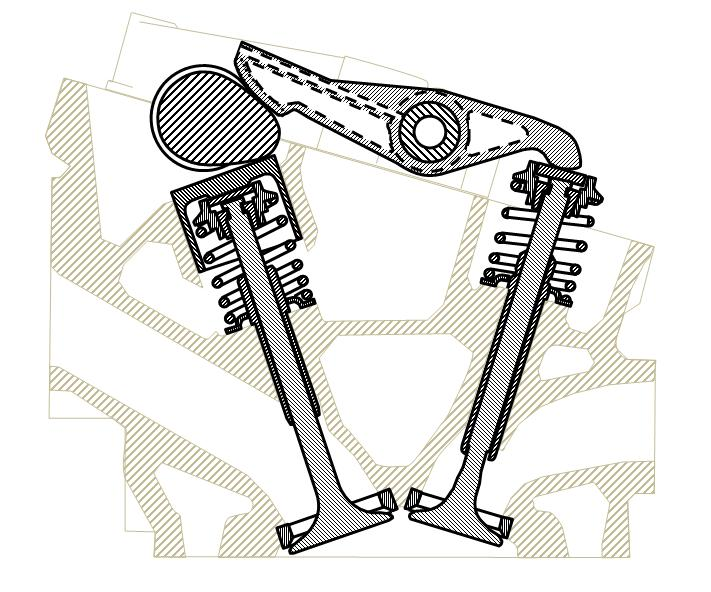
Sección de la culata de un Dolomite Sprint; un solo árbol de levas opera las cuatro válvulas

Aparecido el Triumph Toledo, fue cuestión de tiempo utilizar su transmisión en la carrocería normal fruto del proyecto Ajax, similar a la de su contemporáneo el Triumph 1500. La combinación de la carrocería normal y de la transmisión hotchkiss -propulsión trasera con el motor también longitudinal, pero con la caja de cambios detrás del motor en lugar de debajo-, permitía incorporar versiones más voluminosas del motor slant-four, un novedoso propulsor de 16 válvulas accionado por un único árbol de levas en cabeza, desarrollado por el equipo del ingeniero de Triumph Spen King.
Inicialmente, solo estuvo disponible con el motor de 1854 cc. Esta versión del propulsor slant-four ya estaba siendo utilizada por el Saab 99 de disposición motriz similar al Triumph 1500 -tracción delantera con motor longitudinal- y era fruto de un acuerdo de exclusividad entre la compañía sueca, Ricardo Engineering y Leyland para sustituir a los motores Ford V4 que empleaba anteriormente Saab.
Acabado el acuerdo, el motor (combinado con una caja de cambios procedente del Triumph TR6) se utilizó para competir con vehículos de ciertas prestaciones y propulsión trasera, como el BMW 2002 o el Alfa Giulia Nuova Super, con un equipamiento de lujo. Un año después apareció el Dolomite Sprint con un desplazamiento aumentado a 1998 cc y una novedosa culata de 16v por cilindro desarrollada en colaboración con Coventry-Climax, capaz de entregar 122 Cv. Este motor es señalado como el primer motor de serie de dieciséis válvulas en un turismo, y sería también utilizado por Saab. Contaba con un sistema de accionamiento de válvulas totalmente novedoso, pues a diferencia de los motores de 16 válvulas empleados anteriormente en preparaciones y en vehículos de competición, utilizaba por razón de contención de costes un único árbol de levas con únicamente 8 levas dispuesto sobre las válvulas de admisión para dejar lugar en el centro a la bujía, mientras que las válvulas de escape se controlaban mediante un balancín accionado por la misma leva.
A pesar de que los ingenieros de BL fueron capaces de obtener 150 HP (112 kW) en los motores de prueba, la línea de producción no pudo construir los motores con el mismo nivel de calidad, quedando el rendimiento reducido a entre 125 CV (93 kW) y 130 CV (97 kW). Esto llevó a la designación original del modelo como Dolomite 135, reemplazado a corto plazo con el nombre de Sprint.

## Racionalización de la gama y desaparición de la tracción delantera
En 1976 la gama entera Ajax pasó a denominarse Dolomite, desapareciendo el Toledo y el 1500 de tracción delantera. La nueva gama estaría formada por los Dolomite, Dolomite HL y Dolomite Sprint, todos con propulsión trasera.

## Galería

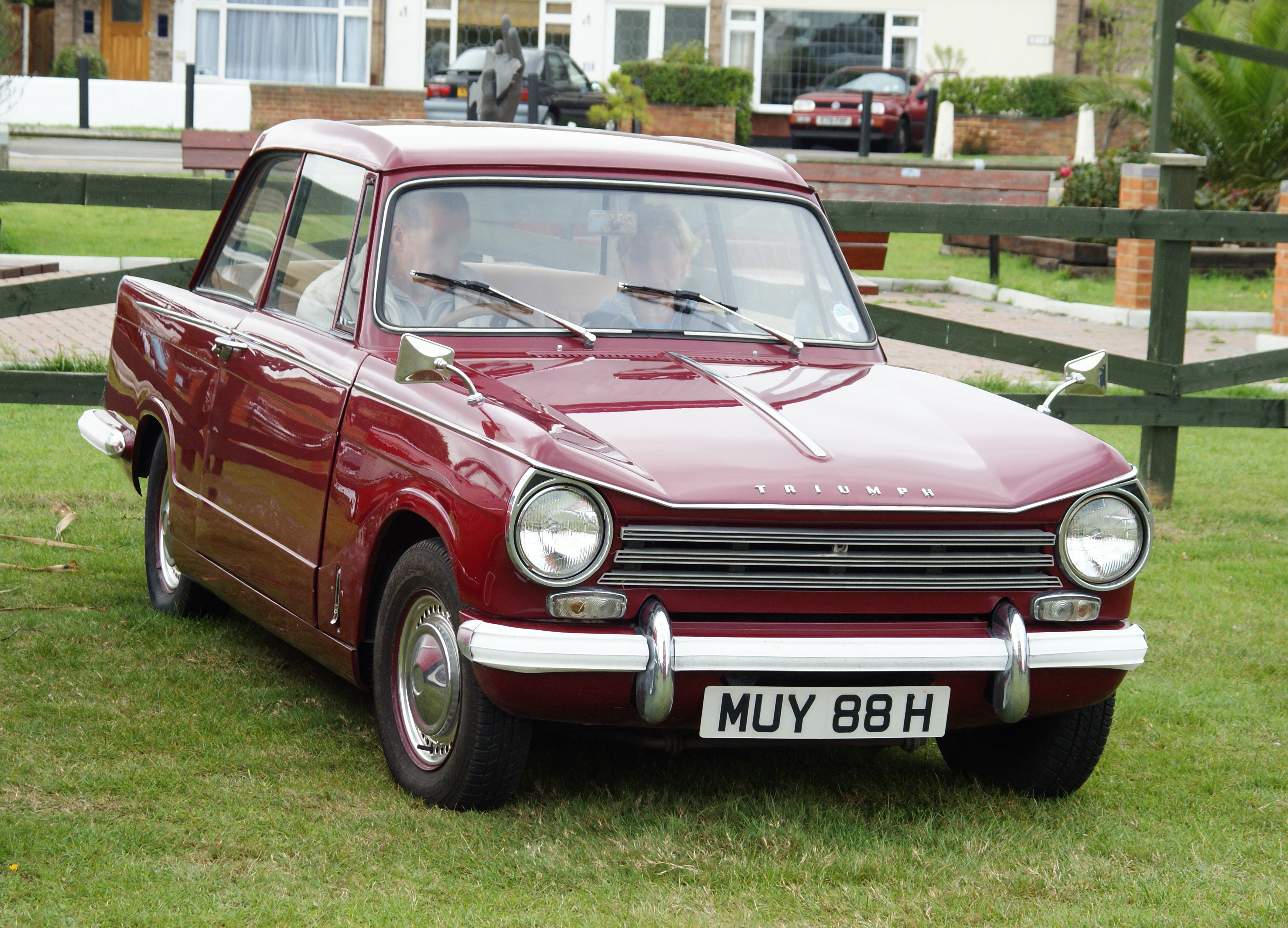
Triumph Herald 1966 -Modelo predecesor del proyecto Ajax-
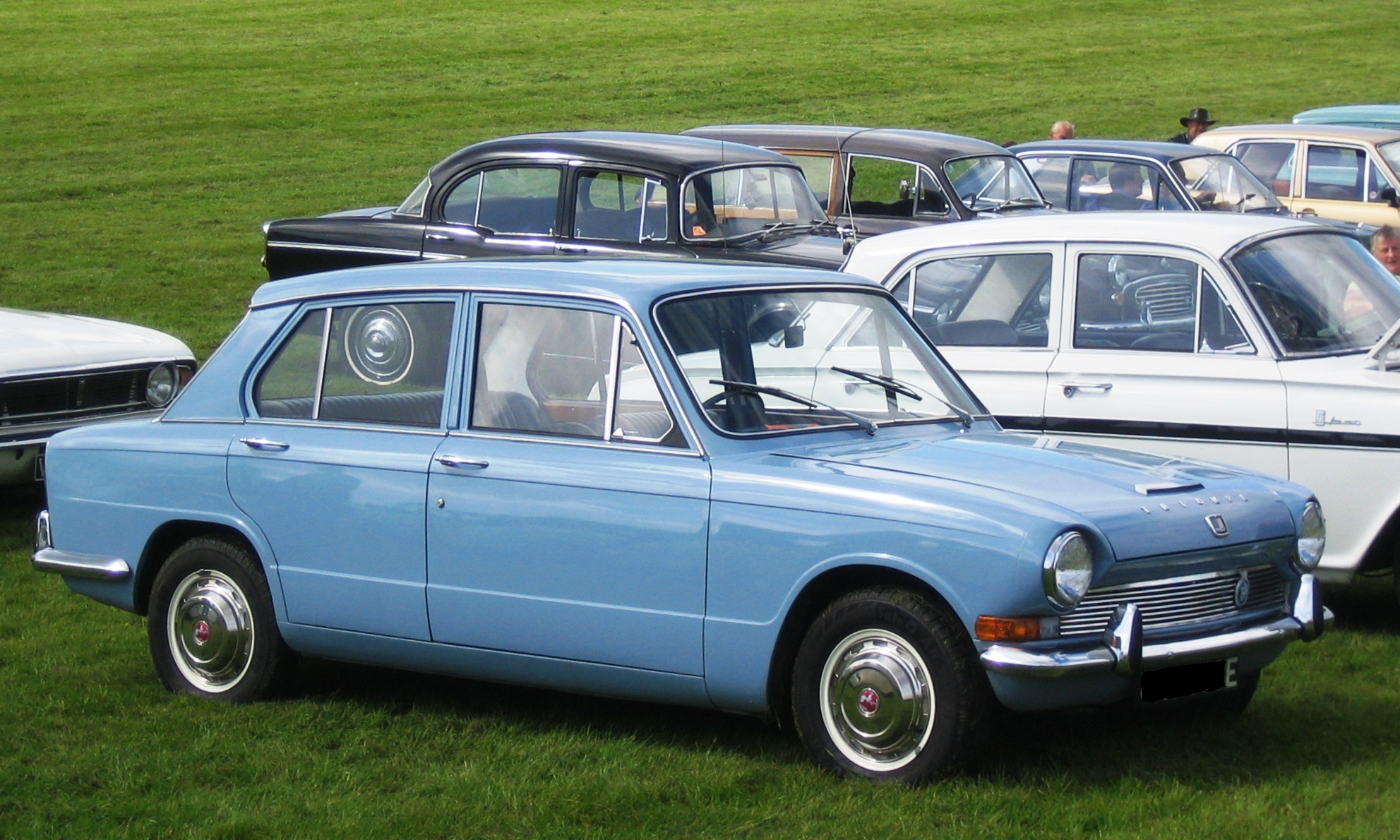
Triumph 1300 1967 -tracción delantera-
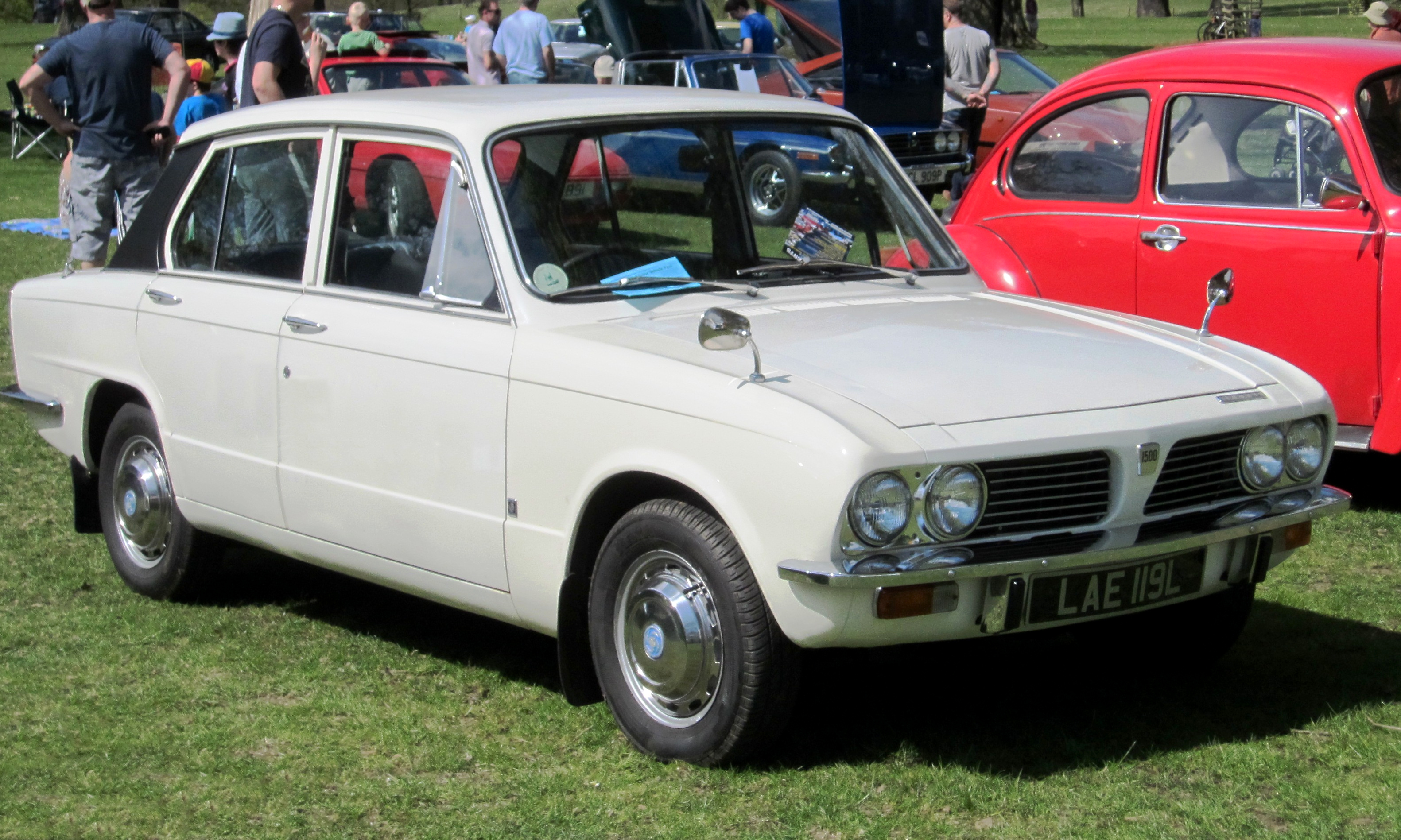
Triumph 1500 1973 -tracción delantera-
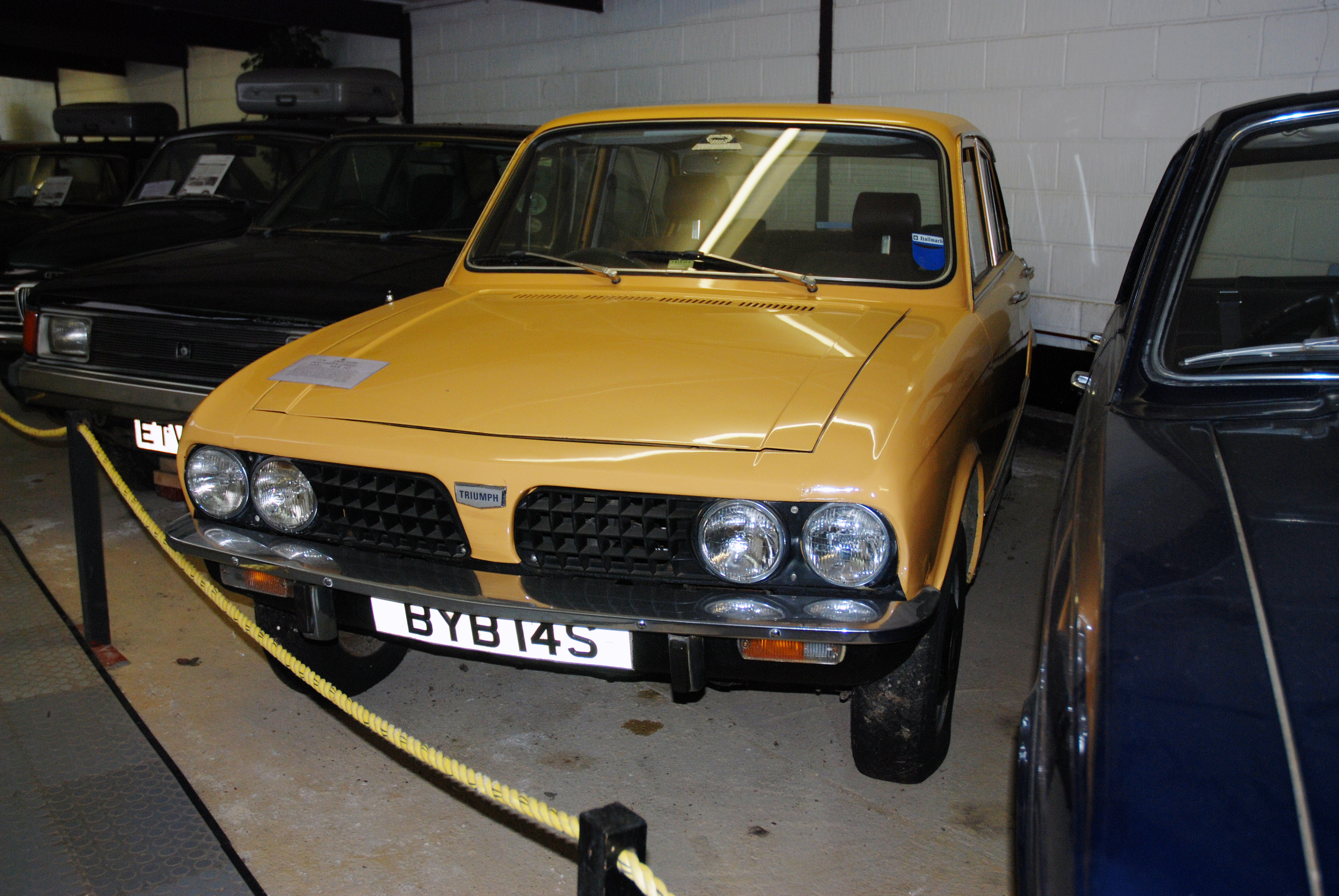
Triumph Dolomite 1500HL -propulsión trasera-
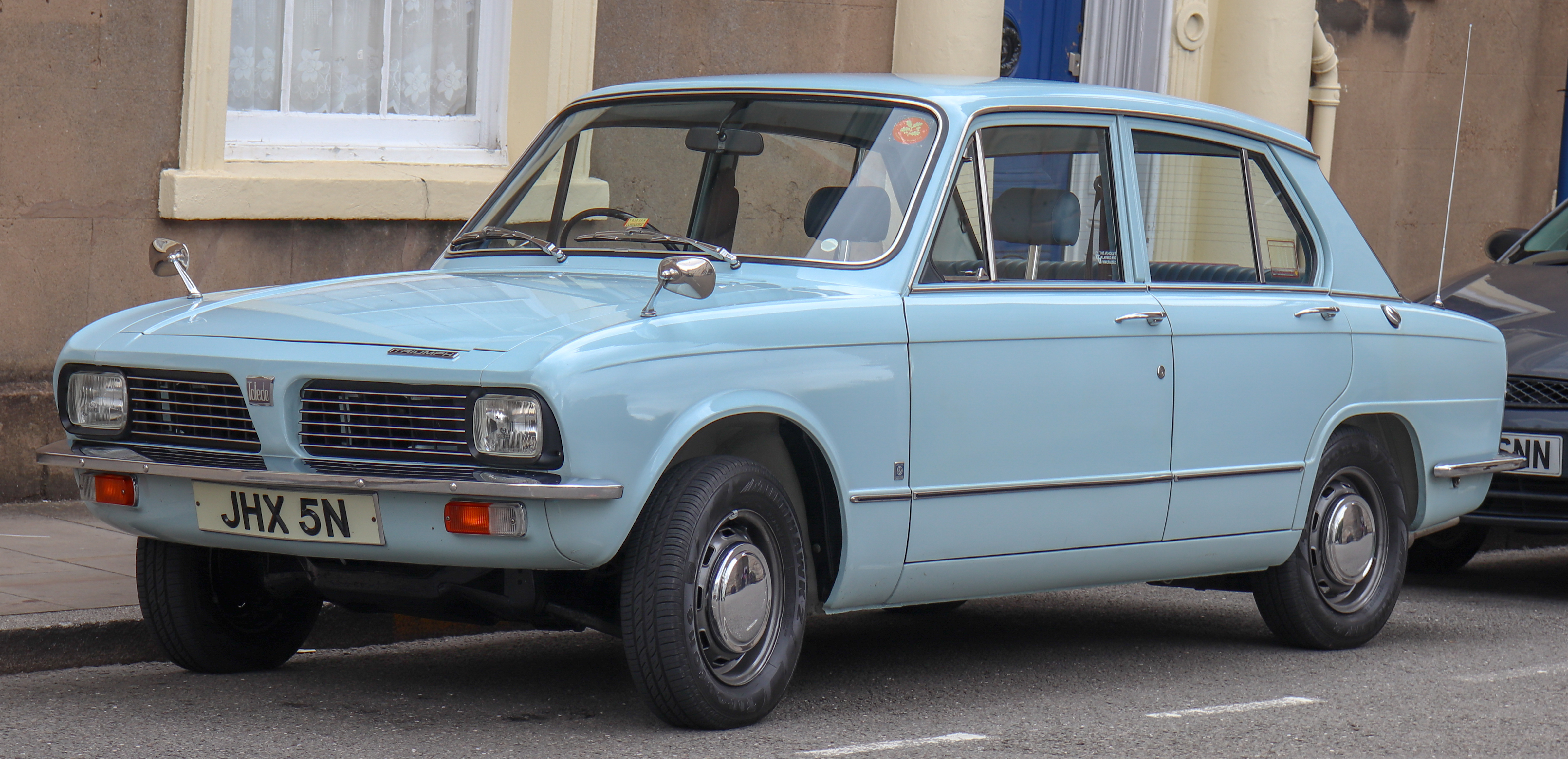
Triumph Toledo 1975 -propulsión trasera-
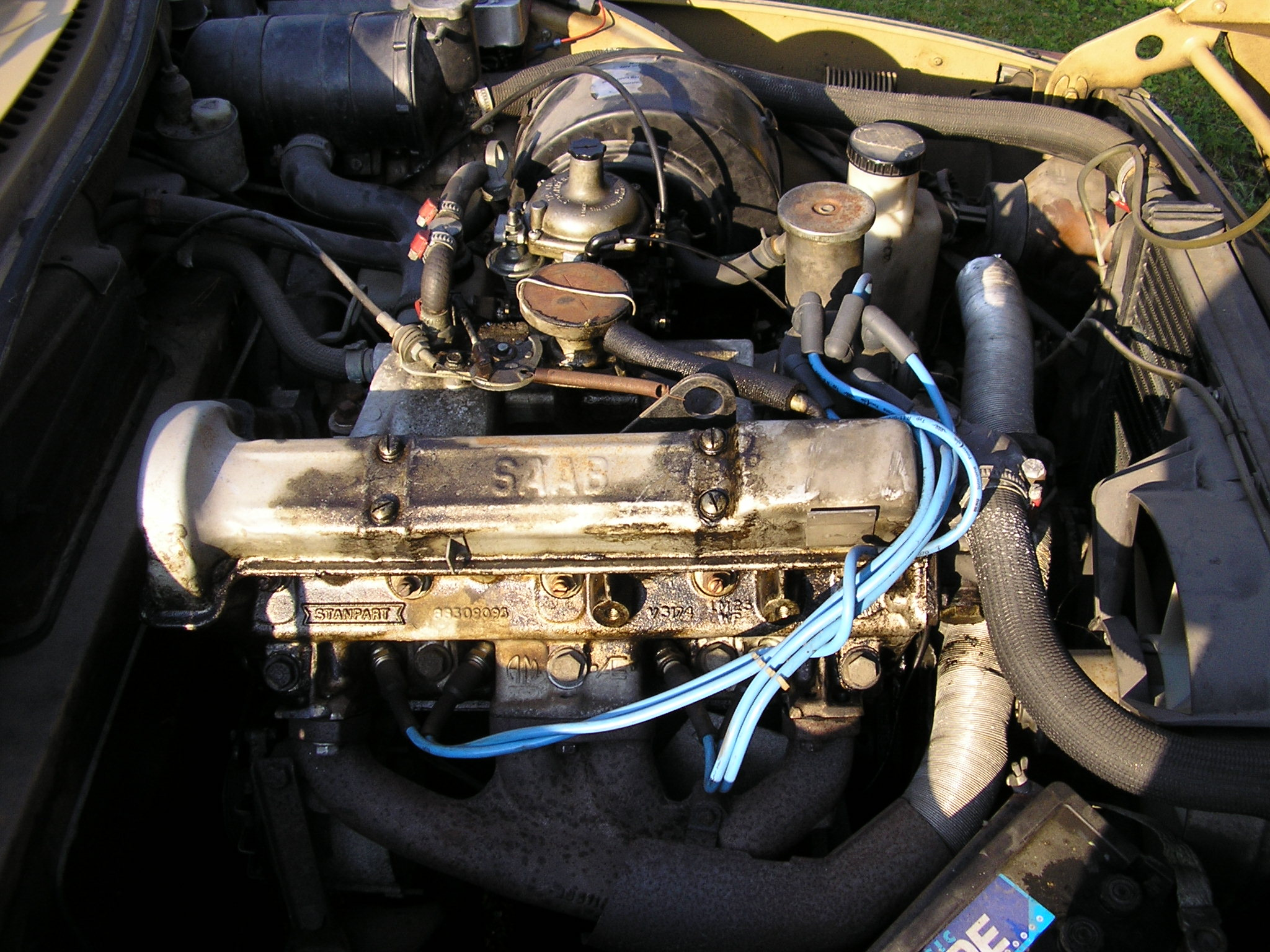
Motor Triumph Slant 4 en un SAAB 99

## Popularidad posterior
Los Dolomite, quizás injustamente, se ganaron una reputación de cierta fragilidad. El lanzamiento del Dolomite llegó en un momento turbulento para British Leyland (y para Triumph en particular), coincidiendo con la introducción de muchos modelos nuevos, una arquitectura completamente novedosa y con la construcción del motor OHC slant-four con culata de aleación y bloque de hierro, lo que significaba que los mecánicos de los concesionarios no estaban completamente al tanto de los requisitos de servicio del propulsor. En particular, requería que el sistema de enfriamiento se mantuviera en buenas condiciones y se llenara parcialmente con un inhibidor de herrumbre, porque de lo contrario podrían producirse fenómenos de corrosión que implicaban bloqueos en el radiador y sobrecalentamiento. Con un buen mantenimiento, el propietario de un Dolomite no debería experimentar demasiados problemas. El Dolomite (y especialmente el Sprint) siguen siendo populares entre los aficionados, con muchas piezas de repuesto disponibles y un excelente soporte por parte de los numerosos clubes existentes.
El Dolomite se convirtió en una presencia bastante rara en las carreteras británicas, con solo unas 1300 unidades aptas para circular registradas en el Reino Unido, con entre 300 y 400 Sprint de 16 válvulas en 2009. Curiosamente, es un balance favorable frente a otros coches contemporáneos como el Morris Marina, de los que menos de 800 ejemplares de los 953.576 producidos, todavía estaban en condiciones de circular.
Tienen un seguimiento popular en toda Europa y Australia, donde los Sprint fueron importados entre 1975 y 1978, y corrieron en Amaroo Park y en la  Bathurst 1000. Un pequeño número de Dolomite, incluida la versión Sprint, también se importaron a Nueva Zelanda durante la etapa de producción original.